# Samsung Galaxy A8 (2016)
Samsung Galaxy A8 (2016) (Stylizováno jako SAMSUNG Galaxy A86) je Android phablet od společnosti Samsung Electronics. Byl představen 30. září 2016 jihokorejským poskytovatelem telekomunikačních služeb SK Telecom. Na rozdíl od většiny smartphonů řady Samsung Galaxy A má Galaxy A8 (2016) lepší procesor podobný vlajkovým lodím Samsungu z roku 2015, Samsung Galaxy S6, Samsung Galaxy S6 Edge a Samsung Galaxy Note 5.

## Design
Samsung Galaxy A8 (2016) má celokovové tělo, podobně jako předchozí Samsung Galaxy A8. Galaxy A8 (2016) má oproti Samsungu Galaxy Note 7 větší 5,7palcový displej, ale využívá Full HD Super AMOLED.